# New.net
New.net était un serveur DNS alternatif chargé de collecter les informations sur l'utilisation d'un PC via un plugin pour Internet Explorer afin de créer une grande base de données, dont les informations sont par la suite revendues. Fonctionnant en s'insérant dans le système de winsock, cet espiogiciel ralentit la vitesse de surf sur internet, des téléchargements, et provoque aussi de nombreuses déconnexions.

## Logiciels l'ayant inclus
Il est généralement intégré à d'autres logiciels susceptibles d'être installés, parmi lesquels :
- Kazaa
- Go!Zilla
- BearShare
- Mp3.com
- iMesh
- Babylon
- Webshots
- gDivx
- BikiniDesk
- RadLight / Subtitle Studio
- RealNetworks (RealOne Player)
- UK Software
- Cydoor (LingoWare)
- Grokster
- Mindset Interactive (NetPalNow)
- Audiogalaxy
- Just For You

## Détection et suppression
Il se voit en ligne 010 dans un log HijackThis.
010 - Hijacked Internet access by New.Net
Le meilleur moyen de le supprimer est d'utiliser l'utilitaire prévu à cet effet : FxNdotN.